# Meiga

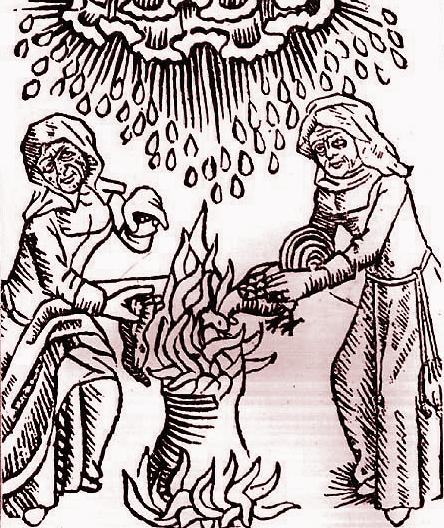
Gravure de 1498 représentant des sorcières préparant une potion dans un chaudron afin de provoquer une tempête.

Les Meigas sont des fées de la Galice (Espagne). Dans leur quête du grand amour, elles peuvent se montrer caractérielles et dangereuses ; d'ailleurs, les Meigas sont parfois assimilées à des sorcières.